# Дунгуй
Дунгуй (рос. Дунгуй) — село Кяхтинського району, Бурятії Росії. Входить до складу Малокударінського сільського поселення.
Населення —  176 осіб (2010 рік). 